# Mariano Gómez González
Mariano Gómez González (Huercal‑Overa, Almería, 1883- Buenos Aires, 1951) fou un jurista espanyol que va ser president del Tribunal Suprem durant la Guerra Civil (1936-1939). Home de profundes conviccions religioses, d'ideologia liberal i partidari del republicanisme, va manifestar la seva oposició a la dictadura del general Miguel Primo de Rivera.

## Biografia
Mariano Gómez González va començar la seva carrera com a docent universitari a la Universitat de Saragossa com a professor ajudant. Va obtenir la Càtedra de Dret Polític de la Universitat de València el 1915, de la que en fou rector el 1931, pocs dies després de la proclamació de la Segona República. Un any després va ser designat magistrat de la Sala VI, de Justícia Militar, del Tribunal Suprem. Ostentant interinament la presidència d'aquesta sala va haver d'enjudiciar i condemnar als participants en l'intent de cop d'Estat encapçalat pel general Sanjurjo que es va produir el 10 d'agost de 1932. Mariano Gómez González va assumir de forma interina la presidència del Tribunal Suprem el 21 d'agost de 1936, ja que el seu antecessor, Diego Medina, va ser obligat a abandonar la presidència abans que finalitzés el seu mandat per la tebiesa mostrada quan el govern va sol·licitar una declaració de lleialtat al règim republicà del personal de l'Administració de Justícia a causa de l'esclat de la Guerra Civil espanyola. Al no poder-se cobrir la vacant en la presidència a causa de la guerra, Mariano Gómez González es va mantenir en aquest lloc malgrat haver accedit a ell de forma provisional.
El seu compromís amb les institucions de la República espanyola, el va empènyer a presidir personalment, sense nomenar un delegat, el primer Tribunal Especial aprovat pel govern després que es produís per motius polítics una matança de presos de presó Modelo de Madrid el 23 d'agost de 1936. Amb aquesta decisió el President del Tribunal Suprem va aconseguir salvar la vida a un considerable nombre d'opositors al bàndol republicà, no obstant això la decisió de presidir el Tribunal Especial va ser una de les causes per les quals va ser estigmatitzat després del triomf del bàndol nacionalista. Mariano Gómez González també va rebutjar l'oferta d'encapçalar d'un govern alternatiu a Madrid després que es traslladés el govern republicà a València. El mes de novembre d'aquell any, es va iniciar el trasllat del Tribunal Suprem a València a causa dels avanços del bàndol revoltat encara que es va mantenir una secció delegada a Madrid. En el mes d'octubre de 1937 el Tribunal Suprem al costat del govern i el gruix de l'administració van ser evacuats novament, en aquesta ocasió a Barcelona. El Govern de Burgos va crear en el mes d'agost de 1937 el seu propi Tribunal Suprem, nomenant un any després com a president al jurista Felipe Clemente de Diego que va continuar com a president en finalitzar la Guerra Civil. El mes de gener de 1939, en produir-se l'ocupació de Barcelona pel bàndol nacional, Mariano Gómez González va haver d'exiliar-se a França i posteriorment a Buenos Aires, ciutat en la qual va morir el 1951.
La depuració com a catedràtic pel bàndol franquista, sense lloc a procés contradictori algun, es va produir mitjançant Ordre Ministerial de febrer de 1939, al costat d'altres catedràtics:
| «                                                               | ... se separa definitivament per ser pública i notòria la desafecció dels catedràtics universitaris que s'esmentaran al nou règim implantat a Espanya, no solament per les seves actuacions a les zones que han sofert i en les quals sofreixen la dominació marxista, sinó també per la seva pertinaç política antinacionalista i antiespanyola en els temps precedents al Gloriós Moviment Nacional. L'evidència de les seves conductes pernicioses per al país fa totalment inútils les garanties processals que, en un altre cas constitueixen la condició fonamental en tot enjudiciament, i per això, aquest Ministeri ha resolt separar definitivament del servei i donar de baixa en els seus respectius escalafons als senyors:Luis Jiménez de Asúa, Fernando de los Ríos Urruti, Felipe Sánchez Román i José Castillejo Duarte, catedràtics de Dret; José Giral Pereira, catedràtic de Farmàcia; Gustavo Pittaluga Fattorini i Juan Negrín López, catedràtics de Medicina; Blas Cabrera Felipe, catedràtic de Ciències; Julián Besteiro Fernández, José Gaos y González-Pola i Domingo Barnés Salinas, catedràtics de Filosofia i Lletres, tots ells de la Universitat de Madrid. Pablo Azcárate Flórez, Demófilo de Buen Lozano, Mariano Gómez González i Wenceslao Roces Suárez, catedràtics excedents de Dret | » |
| — Ordre del 3 de febrer de 1939, Ministeri d'Educació Nacional. | |   |